# El Robledo (ort i Spanien)
El Robledo är en ort i Spanien.   Den ligger i provinsen Provincia de Ciudad Real och regionen Kastilien-La Mancha, i den centrala delen av landet, 140 km söder om huvudstaden Madrid. El Robledo ligger 589 meter över havet och antalet invånare är 1 074.
Terrängen runt El Robledo är platt åt nordost, men åt sydväst är den kuperad.Runt El Robledo är det glesbefolkat, med 16 invånare per kvadratkilometer. Närmaste större samhälle är Porzuna, 13,6 km sydost om El Robledo. Trakten runt El Robledo består till största delen av jordbruksmark.